# هوایلایوک
هوایلایوک (به اسپانیایی: Huayllayoc) یک کوه در پرو است که در Peru, Arequipa Region واقع شده‌است. هوایلایوک ۵٬۳۰۰ متر بالاتر از سطح دریا واقع شده‌است.